# Marko Car
Marko Car, srbski književnik, književni zgodovinar, potopisec, kritik in esejist, * 30. avgust 1859, Herceg Novi, † 1. november 1953, Beograd. 
Osnovno šolo je končal v rojstnem kraju, pet razredov gimnazije pa  leta 1879 v Kotorju. Tega leta se je preselil v Zadar, kjer je živel do 1919. Po italijanski okupaciji Zadra in okolice se je odselil v Beograd kjer je bil do upokojitve zaposlen na Ministrstvu za šolstvo. Leta 1941 je iz okupiranega Beograda preko Zadra odšel v Italijo, jeseni 1944 pa se je iz Barija vrnil v osvobojeni Beograd. Leta 1924 je postal dopisni član Srbske kraljeve akademije, od leta 1937 do 1941 pa je bil  predsednik Srbske književne zadruge.
Piasl je kritične študije o dalmatinskih pisateljih novejše dobe, književne portrete in eseje o francoski, italijanski in jugoslovanski književnost. Ukvarjal se je tudi z estetskimi in jezikovnimi vprašanji:  O jeziku in slogu in drugo. Ostala dela:trilogija Moje simpatije; pripovedke  Naše primorje,  Z morja in primorja; potopisi Benetke, Skozi Umbrijo in Toskano, Od Jadrana do Balkana.